# Xbox One
Az Xbox One a Microsoft nyolcadik generációs videójáték-konzolja, melyet 2013. május 21-én mutattak be a nagyközönségnek. Az Xbox 360-as konzol utódja, és az Xbox konzolcsalád harmadik tagja. Az Xbox One a nyolcadik generációs játékkonzolok körében közvetlenül a Sony PlayStation 4 és a Nintendo Wii U konzolok konkurense.
Az Xbox One egyik legfontosabb tulajdonsága, hogy – a konkurenciához hasonlóan – fenntartja az x86-64 utasításkészlettel való kompatibilitást, amitől több fejlesztő megjelenését, végső soron a játékok számának növekedését várják. A gép  Blu-ray disc meghajtóval rendelkezik, 8 GiB DDR3 típusú memóriát tartalmaz. Piaci megjelenése 2013. november 22-én történt az Amerikai Egyesült Államokban és néhány más országban.

## Történet
A konzolhoz egy Durango kódnevű fejlesztői készlet tartozik.
Az Xbox One formálisan 2013. május 21-én volt bemutatva, ekkor nagyrészt a konzol szolgáltatásait mutatták be, míg a játékokat a 2013. június 11–13-i E3 (Electronic Entertainment Expo)-n. 2016 májusában megjelent a konzol slim verziója, ami jobb hűtést 40%-kal kisebb készülékházat jelentett, ez volt az Xbox one s. 2017 novemberében pedig megjelent a konzol 4K-s változata, az Xbox One X, ami a Microsoft szerint 40%-kal nagyobb teljesítményt nyújt, mint bármelyik más konzol, ennek köszönhetően pedig biztosítja a valódi 4K-játékélményt. A 12 GiB-os GDDR5 grafikus memória sebességet és teljesítményt ad a játékhoz, így nagyobbak a világok és gyorsabbak a betöltési idők. 2019-ben megjelent az „Xbox one s” lemezmeghajtó nélküli változata, az „Xbox one s digital edition” nevéből utal arra, hogy csak a virtuális áruházban lehet játékokat vásárolni.

## Hardver
Fontosabb hardveres jellemzői:
- APU
  - CPU: nyolcmagos AMD x86-64 processzor (Jaguar alapú), 28 nm technológia, órajele 1,75 GHz. A processzor két Jaguar egységet tartalmaz, ezekben négy-négy független magot, és egy közös osztott 2 × 2 MB L2 gyorsítótárat.[18]
  - GPU: egyedi D3D11.1 osztályú 800 MHz-es órajelű grafikai processzor, 768 GPU-magot tartalmaz 12 számítási egységben (compute unit, CU), AMD GCN architektúra, 28 nm technológia, teljesítménye 1,23 TFLOPS (csúcs shader átviteli sebesség);[18]
  - 32 MiB belső eSRAM memória, ennek sávszélessége 102 GB/s.[19]
  - A CPU, GPU és az eSRAM memória egyetlen egységbe (egylapkás rendszerbe, SoC) van összevonva.
- Rendszermemória: összesen 8 GiB 2133 MHz órajelű DDR3 memória, 256 bites memóriainterfész, sávszélessége 68,3 GB/s.[19] A főmemóriából 3 GiB az operációs rendszer számára van fenntartva, a maradék 5 GiB használható a játékok számára;[9]
- Adattárolók:
  - HDD: 500 GB-os beépített, a felhasználó által nem cserélhető merevlemez,[20] típusa SAMSUNG Spinpoint M8 ST500LM012 (5400 U/min, 8 MiB cache, SATA 3 GB/s);[21] a játékok kötelező jelleggel a merevlemezre installálódnak. A gép külső meghajtókkal lesz bővíthető. Van olyan kiadás, ami 1 TB merevlemezzel érkezett.[forrás?]
  - Blu-ray/DVD kombinált meghajtó.
- Vezérlők: továbbfejlesztett kontroller, új beépített Kinect 3D kamera,[22] 1080p-s felbontással.
- Hálózat: 2,4/5,0 GHz 802.11 a/b/g/n, több rádios, WiFi Direct támogatással[23]
- Csatlakozók: 3 db. USB 3.0 port, HDMI.
- Operációs rendszer: két független, egyidejűleg futó operációs rendszert alkalmaz: egy Windows 8-alapú többfeladatos kernelt, egy Xbox OS nevű rendszert, ezeket a Microsoft egyedi Hyper-V hipervizora fogja össze. A Windows az alkalmazások, az Xbox OS a játékok futtatására szolgál.[24]

## Fogadtatás
Az Xbox One 2013 májusi hivatalos leleplezése után a Game Informer szaklap szerkesztősége dicsérte, ám egyben kritikákat is állított a konzollal szemben. Matt Helgeson szerint a Microsoft szándéka a konzollal a „nappali irányítása”. Az Xbox One azonnali váltás funkcióját „impozánsnak” nevezte és szerinte a konzol „helyes irányba lépés” a televíziós szórakoztatás tekintetben, különösképpen a set-top boxokban gyakran megfigyelhető nem intuitív felhasználói felületek megkerülése. Jeff Cork azt mondta, hogy a Microsoft ugyan „néhány nagyszerű ötletet” valósít meg a konzollal, ám azokat nem sikerült megfelelően bemutatniuk.
A Microsoft 2013. június 10-én az Electronic Entertainment Expo-n (E3) megtartott sajtótájékoztatója után a kritikusok Xbox One-nal szembeni megítélése megváltozott. A GameSpot videójátékos weboldal több írója is kritikus volt az új konzollal; Mark Walton szerint az Xbox One nyitójátékai „lélektelenek” és „fakók”, szerinte a Microsoft által ígért „új generációs játékok” helyett „felületes játékokat” mutattak be, amik „előrébb helyezik a látványt mint az innovációt”, de a cég szigorú DRM stratégiáját is kritikával sújtotta. Tom McShea szerkesztő megjegyezte, hogy az Xbox One megnövekedett képességei és felhő orientált jellege ellenére a sajtótájékoztató másból sem állt, mint „csinos játékok, amik semmi észrevehető változást sem tudnak felmutatni a jelenlegi játékok alapvető élményétől”, így szerinte a játékosnak vajmi kevés oka van 499 dollárt kiadni az új konzolra.
A Sony ugyanazon napon megtartott E3-as sajtótájékoztatója után McShea kijelentette, hogy a Microsoft fogyasztóellenes lett, a szigorú korlátozásokkal csak „a hűséges vásárlóikat büntetik” és „azzal, hogy nemet mondtak a használt játékok korlátozására és az állandó internetkapcsolatra, amit a Microsoft oly boldogan épít be az Xbox One-ba, a Sony a PlayStation 4-et emelte azzá a konzollá, amit meg kell venni ezen ünnepi időszak alatt.” (A kritikák hatására a Microsoft kénytelen volt jelentősen csökkenteni kötöttségeket, így például a konzol piacrakerülésekor már nem igényelt folyamatos internetkapcsolatot.)

### Használt játékok és ellenőrzés
A konzol májusi leleplezése után számos videójátékos weboldal fejezte ki aggodalmát a használt játékok eladásának korlátozása és az offline játékok 24 óránkénti internetes ellenőrzése miatt. A cég júniusban közzétett, a használt játékokat és a kötelező internethozzáférést érintő irányelvét negatív reakciók követték a videójátékos weboldalakan és aggodalmat keltett a független játékkereskedők körében. A Microsoft később tisztázta a helyzetet; kijelentve, hogy a játékfejlesztők fogják eldönteni, hogy a használt játékok játszhatóak lesznek vagy aktivációs díjhoz lesznek kötve. Matt Peckham, a Time magazin írója szerint az Xbox One használt játék irányelve szembe megy az első eladás doktrínájával. Michael Pachter, a Wedbush Securities elemzőjének elgondolása szerint a játékfejlesztők a játék megjelenése után egy bizonyos ideig fogják korlátozni a használt játékok piacát, de azon időszak lejárta után meg fogják engedni a használt játékok futtatását. (A kritikák miatt a Microsoft ezt a korlátozást is eltörölte, szabad utat nyitva a használt játékok kereskedelmének.)
Az internetes ellenőrzéssel kapcsolatos állást később Don Mattrick, a Microsoft interaktív szórakoztatóipari részlegének vezetője megerősítette amikor azt mondta, hogy aki nem rendelkezik internetkapcsolattal az vegyen inkább egy Xbox 360-t.

### Adatvédelmi aggályok
A konzol a Kinect szenzor kirívó használata miatt aggályok tárgya volt a lehetséges megfigyelő rendszerkénti alkalmazása miatt. Mivel az Xbox One működéséhez a kamerának mindig csatlakoztatva kell lennie a konzolhoz ezért több adatvédelmi szószóló állítása szerint az új Kinecttel begyűjthető megnövekedett számú adat (köztük a felhasználó szemmozgásai, szívverése vagy hangulata) célzott reklámozásra használható. Több jelentés is megjelent a Microsoft Kinecttel kapcsolatos szabadalmairól, köztük egy digitális jogkezelő rendszerről, amely érzékeli hány néző tartózkodik a szobában, és azok filmnézési szokásait bizonyos televíziós programok és reklámok megnézése után megnyíló achievementekkel követi nyomon.
Annak ellenére, hogy a Microsoft kijelentette, hogy az adatvédelmi irányelvük megtiltja a Kinect adatainak reklámozás céljából való összegyűjtését, tárolását vagy felhasználását, azonban a kritikusok nem tartják kizártnak, ezen szabályok későbbi megváltoztatását. Aggályok merültek fel azzal kapcsolatban is, hogy a készülék felveszi a beszélgetéseket, mivel annak mikrofonja állandóan bekapcsolva marad. A kritikákra válaszolva a Microsoft egyik szóvivője kijelentette, hogy a felhasználók kedvük szerint „szüneteltethetik” a Kinect érzékelését, és a felhasználó által készített tartalmak, így például a fényképek vagy a videók „nem fogják elhagyni az Xbox One készüléket a felhasználó kifejezett engedélye nélkül.”